# Pyeongmin
Pyeongmin [pʰjeŋmin] bezeichnet eine gesellschaftliche Schicht in Korea.
Der Begriff bedeutet wörtlich „durchschnittliche Bürger“. Das Wort wurde während der Joseon-Dynastie zur Bezeichnung der Mittelschicht verwendet. Neben Pyeongmin gab es zwei weitere soziale Schichten: die Oberschicht nannte man Yangban, und die Unterschicht Cheonmin. Der Mittelschicht Pyeongmin gehörten alle freie Bürger an. Beruflich waren sie überwiegend Bauern. Sie konnten zwar ein freies Leben führen, ihnen war jedoch nicht gestattet, sich um ein Amt zu bewerben. Zudem führten sie in der Regel keinen Familienstammbaum Jokbo (족보, 族譜), der im traditionellen Korea eine wichtige Rolle spielte.
Das traditionelle Ständebewusstsein wirkt sich bis heute, wenn auch im Unterbewusstsein, auf die koreanische Seele weiter aus. Wenn ein durchschnittlicher Koreaner heute keinen Familienstammbaum vorweisen kann, lässt sich daraus schließen, dass seine Vorfahren entweder Pyeongmin oder Cheonmin waren. In moderner Zeit haben Begriffe wie Seomin (서민 庶民) und Minjung (민중 民衆), die gewisse politische Konnotation evozieren, viel mit den beiden unteren sozialen Klassen aus früherer Zeit zu tun.